# Port Bell
Pour les articles homonymes, voir Bell.

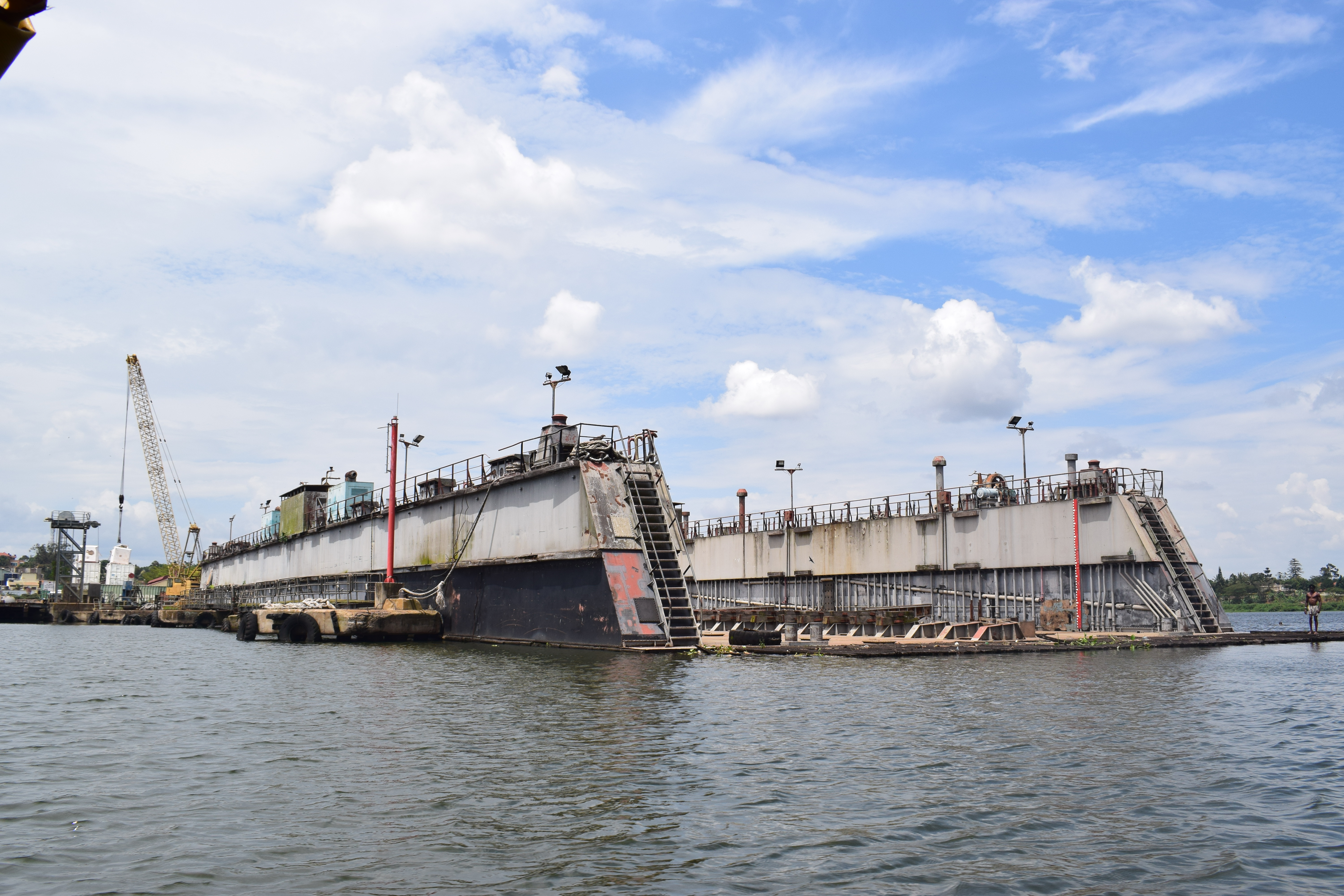
Quai pour gros bateaux à Port Bell. Septembre 2020.

Port Bell est une petite ville industrielle proche de Kampala en Ouganda, située dans une baie où s'amarrent les bateaux qui relient les principales villes du lac Victoria.
Ce port est nommé en référence à Sir Hesketh Bell, un commissionnaire britannique qui représenta l'administration britannique en Ouganda en 1906. La ville la plus proche est Luzira.